# Polinom omogen
În matematică un polinom omogen este un polinom ai cărui termeni nenuli au toți același grad. De exemplu {\displaystyle x^{5}+2x^{3}y^{2}+9xy^{4}} este un polinom omogen de gradul 5, de două variabile; suma exponenților din fiecare termen este întotdeauna 5. Polinomul {\displaystyle x^{3}+3x^{2}y+z^{7}} nu este omogen, deoarece suma exponenților nu este aceeași la toți termenii. Funcția definită de un polinom omogen este întotdeauna o funcție omogenă⁠(d).
O formă algebrică, sau pur și simplu formă, este o funcție definită printr-un polinom omogen. (Totuși, deoarece unii autori nu fac o deosebire clară între un polinom și funcția asociată acestuia, termenii de polinom omogen și formă sunt uneori considerați sinonimi.) O formă binară este o formă de două variabile. O „formă” este, de asemenea, o funcție definită pe un spațiu vectorial, care poate fi exprimată ca o funcție omogenă a coordonatelor peste orice bază.
Un polinom de gradul 0 este întotdeauna omogen; este pur și simplu un element al corpului sau al inelului coeficienților, numit de obicei „constantă”. O formă de gradul 1 este o formă liniară. (Formele liniare sunt definite numai pentru spațiile vectoriale finit dimensionale, prin urmare trebuie să fie distinse de funcționalele liniare, care sunt definite pentru fiecare spațiu vectorial. O „funcțională liniară” este rar folosită pentru spații vectoriale de dimensiuni finite.) O formă de gradul 2 este o formă pătratică. În geometrie, distanța euclidiană este rădăcina pătrată a unei forme pătratice.
Polinoamele omogene sunt omniprezente în matematică și fizică. (Polinoamele omogene în fizică apar adesea ca o consecință a analizei dimensionale, în care mărimile măsurate trebuie să corespundă fenomenelor din lumea reală.) Ele joacă un rol fundamental în geometria algebrică, ca varietate algebrică proiectivă⁠(d) este definită ca mulțimea zerourilor comune ale unei mulțimi de polinoame omogene.

## Proprietăți
Un polinom omogen definește o funcție omogenă. Aceasta înseamnă că, dacă un polinom P de mai multe variabile este omogen de gradul d, atunci
{\displaystyle P(\lambda x_{1},\ldots ,\lambda x_{n})=\lambda ^{d}\,P(x_{1},\ldots ,x_{n})}
pentru orice {\displaystyle \lambda } din orice corp care conține coeficienții lui P. Invers, dacă relația de mai sus este adevărată pentru un număr infinit de {\displaystyle \lambda ,} atunci polinomul este omogen de gradul d.
În particular, dacă P este omogen, atunci
{\displaystyle P(x_{1},\ldots ,x_{n})=0\quad \Rightarrow \quad P(\lambda x_{1},\ldots ,\lambda x_{n})=0}
pentru orice {\displaystyle \lambda .} Această proprietate este fundamentală în definirea unei varietăți proiective.
Orice polinom diferit de zero poate fi descompus într-un mod unic ca o sumă de polinoame omogene de diferite grade, care sunt numite componentele omogene ale polinomului.
Fiind dat un inel de polinoame⁠(d) {\displaystyle R=K[x_{1},\ldots ,x_{n}]} peste un corp (sau, mai general, un inel K, forma polinoamelor omogene de gradul d formează un spațiu vectorial (sau un modul⁠(d)), denumit în mod obișnuit {\displaystyle R_{d}.} Descompunerea unică de mai sus înseamnă că {\displaystyle R} este suma directă⁠(d) a {\displaystyle R_{d}} (suma tuturor numerele întregi nenegative).
Dimensiunea spațiului vectorial {\displaystyle R_{d}} este numărul de monoame diferite de gradul d în n variabile (adică numărul maxim de termeni nenuli într-un polinom omogen de grad d în n variabile). Este egală cu coeficientul binomial
{\displaystyle {\binom {d+n-1}{n-1}}={\binom {d+n-1}{d}}={\frac {(d+n-1)!}{d!(n-1)!}}.}
Un polinom omogen satisface identitatea lui Euler pentru funcțiile omogene. Adică, dacă P este un polinom omogen de grad d în variabilele {\displaystyle x_{1},\ldots ,x_{n},} el are, oricare ar fi inelul comutativ al coeficienților,
{\displaystyle dP=\sum _{i=1}^{n}x_{i}{\frac {\partial P}{\partial x_{i}}},}
unde {\displaystyle {\frac {\partial P}{\partial x_{i}}}} este derivata parțială a lui P în funcție de {\displaystyle x_{i}.}

## Omogenizare
Un polinom neomogen P(x1, ... , xn) poate fi omogenizat prin introducerea variabilei adiționale x0 și definind polinomul omogen, uneori notat hP:
{\displaystyle {^{h}\!P}(x_{0},x_{1},\dots ,x_{n})=x_{0}^{d}P\left({\frac {x_{1}}{x_{0}}},\dots ,{\frac {x_{n}}{x_{0}}}\right),}
unde d este gradul lui P. De exemplu, dacă
{\displaystyle P=x_{3}^{3}+x_{1}x_{2}+7,}
atunci
{\displaystyle ^{h}\!P=x_{3}^{3}+x_{0}x_{1}x_{2}+7x_{0}^{3}.}
Un polinom omogen poate fi deomogenizat prin adăugarea variabilei suplimentare x0 = 1. Adică
{\displaystyle P(x_{1},\dots ,x_{n})={^{h}\!P}(1,x_{1},\dots ,x_{n}).}